# NGC 1061
NGC 1061 је спирална галаксија у сазвежђу Троугао која се налази на NGC листи објеката дубоког неба.
Деклинација објекта је + 32° 28' 2" а ректасцензија 2h 43m 15,8s. Привидна величина (магнитуда) објекта NGC 1061 износи 14,5 а фотографска магнитуда 15,1. NGC 1061 је још познат и под ознакама MCG 5-7-36, CGCG 505-39, KUG 0240+322, PGC 10303.